# Palpares speciosus
Palpares speciosus là một loài côn trùng trong họ Myrmeleontidae thuộc bộ Neuroptera. Loài này được Linnaeus miêu tả năm 1758.